# Eugene Richards

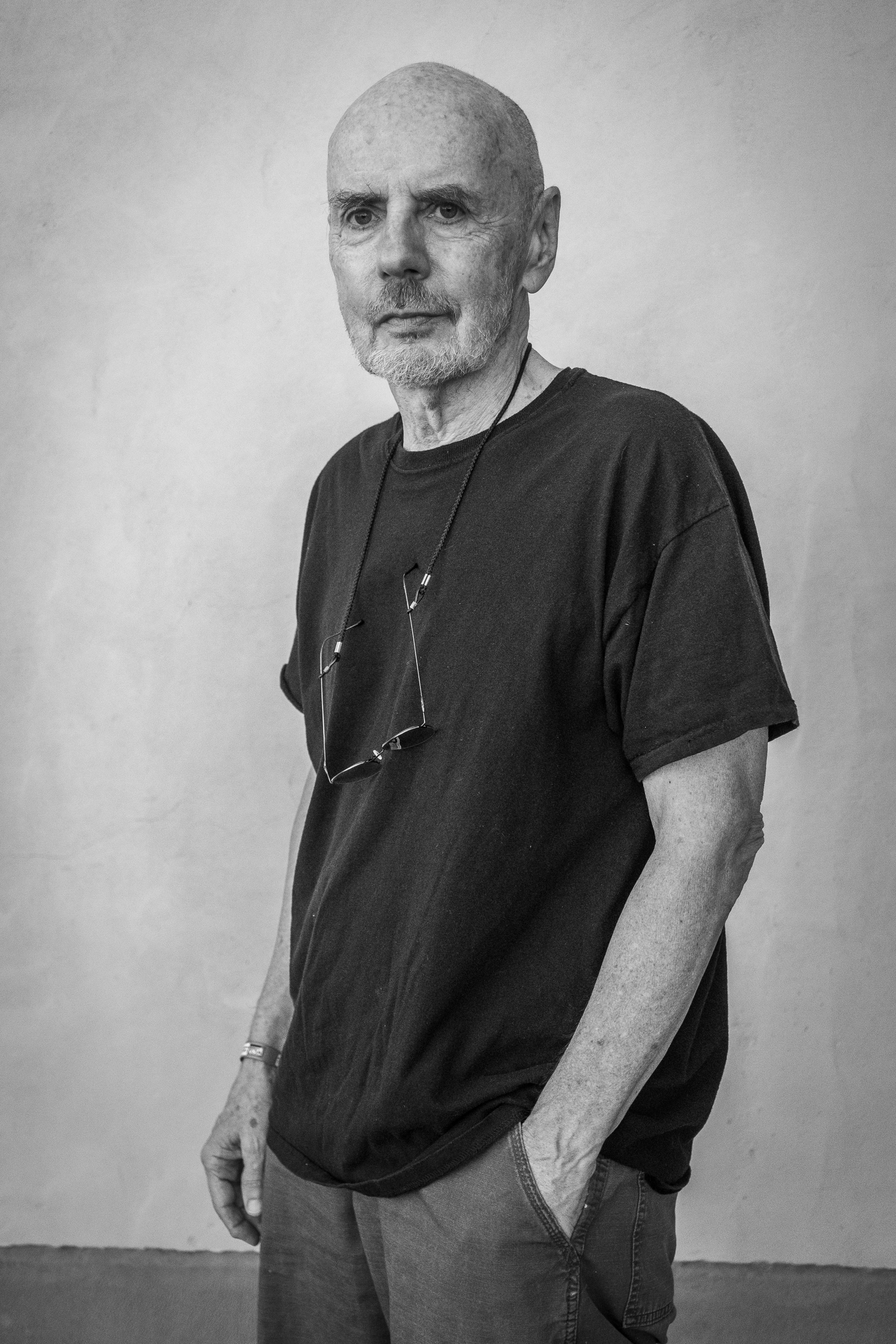
Eugene Richards (2022)

Eugene Richards (* 25. April 1944 in Dorchester, Massachusetts) ist ein US-amerikanischer Fotograf.

## Leben
Von 1962 bis 1968 absolvierte Richards ein Studium an der Universität Boston und machte seinen Bachelor-Abschluss in Literaturwissenschaft und Journalismus. Im Massachusetts Institute of Technology (MIT) machte er ein Aufbaustudium beim Fotografen Minor White. Politisch engagierte er sich gegen den Vietnam-Krieg und für die Bürgerrechtsbewegung, trat der Vereinigung Volonteers in Service to America bei und gehört zu den Mitbegründern der Stiftung Respect, einer Menschenrechts-Organisation. 1973 veröffentlichte Richards sein erstes Buch Few Comforts or Surprises: The Arkansas Delta. Er begann als Fotojournalist zu arbeiten, publizierte Dorchester Days, eine fotografische Studie über seine Geburtsstadt, und wurde 1978 Mitglied der Agentur Magnum Photos. Nachdem seine Ehefrau 1979 an Krebs gestorben war, zog er nach New York, wo er 50 hours (Fotografien) und Exploding into Life (ein Tagebuch über den Kampf seiner Frau gegen den Krebs) veröffentlichte. Nach 1994 produzierte er die Dokumentarfilme Cocaine true, cocaine blue und Americans We, und trat aus Magnum Photos aus. 1996 bis 1997 dokumentierte er für die Zeitschrift Life diverse ethnische Gruppierungen in den USA. Außerdem erstellt er laufend weiterhin Fotoreportagen über sein Land und über Afrika. 2006 schloss er sich der Foto-Agentur VII an. Im September 2010 veröffentlicht er sein Buch War Is Personal auf Englisch.

## Auszeichnungen
- Prix Nixon de l’année, für Exploding into Life (1986)
- Fotojournalist des Jahres für Below the line:  Living Poor in America, (1987)
- Prix Olivier Rebbot für seine Reportage über die Blinden-Führer in der Republik Niger
- Oskar Barnack Award für Death of an Oasis (1993)